# Ko Phi Phi Le
Pour les articles homonymes, voir KOH (homonymie).
Ko Phi Phi Le (en thaï : เกาะเกาะพีพีเล) est une île thaïlandaise faisant partie de l'archipel des îles Phi Phi dans la mer d'Andaman. Elle dépend de la province de Krabi.
Elle est, après Ko Phi Phi Don, la plus grande île de l'archipel. L'île est inhabitée. La baie de Maya a servi de décor pour de nombreuses scènes du film La Plage avec Leonardo DiCaprio.

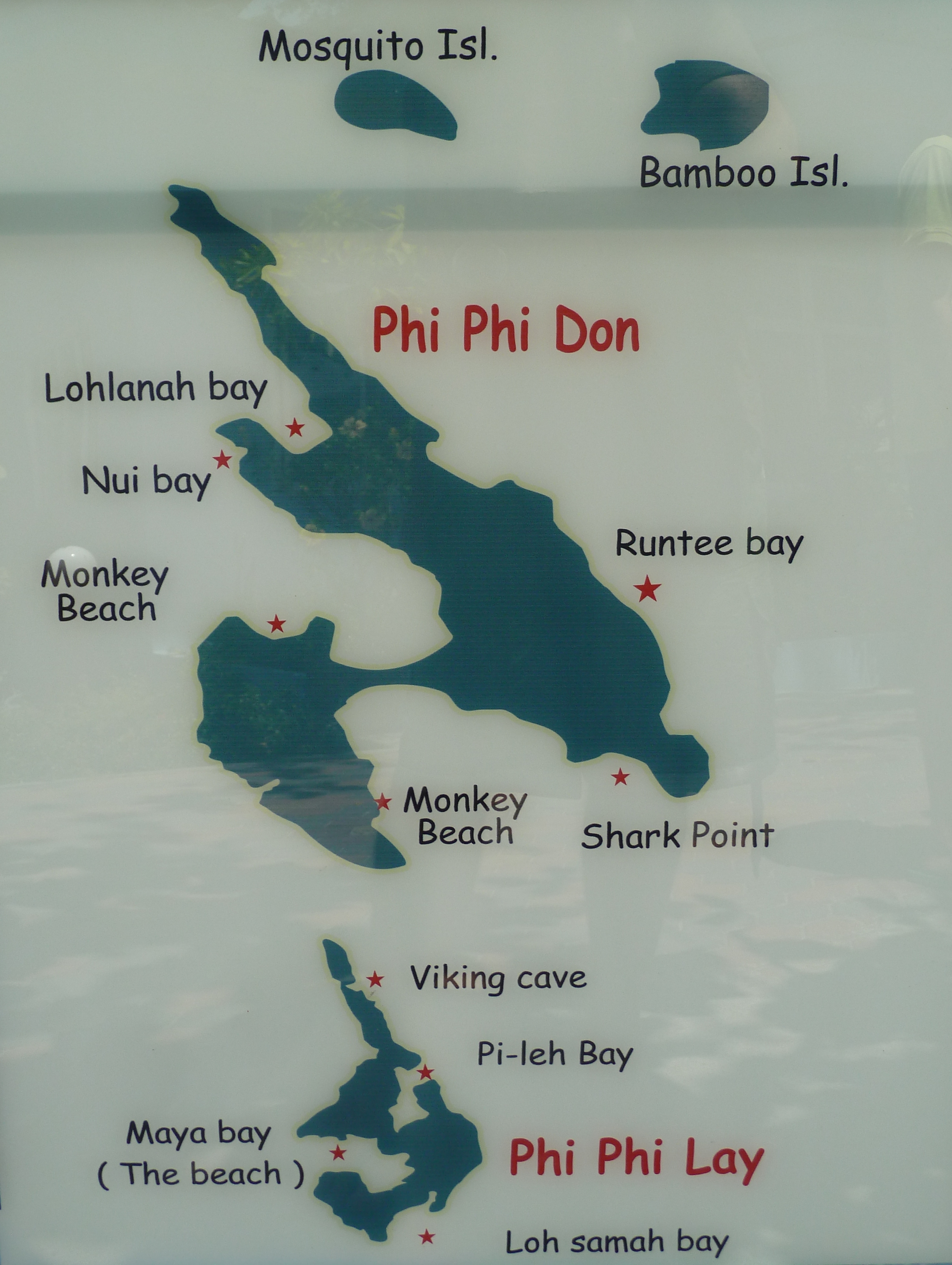

L'île est réputée pour son lagon bordé d'immenses falaises de calcaire mais aussi pour les « nomades de la mer » (les Moken) qui escaladent les falaises pour atteindre des grottes situées à des dizaines de mètres de hauteur afin de ramasser les nids d'hirondelle destinés à la cuisine chinoise.
Les milliers de touristes qui se rendent sur ses plages et ses criques menacent l'écosystème de l'île. Le passage de jusqu'à 6000 visiteurs par jour a entraîné la fermeture de la baie au public en juin 2018. Depuis sa réouverture le 1er janvier 2022, seuls 375 visiteurs peuvent y accéder au même moment, dans une démarche de tourisme durable qui a été à partir de la fin des années 2010 mise en place dans d'autres grands sites naturels surfréquentés. Malgré les gardes nationaux présents pour gérer et encadrer le flux touristique, la plage a été fortement endommagée.
L'île fut touchée par le tsunami du 26 décembre 2004 qui a abîmé les récifs de corail et également la faune et la flore de l'île.

## Galerie

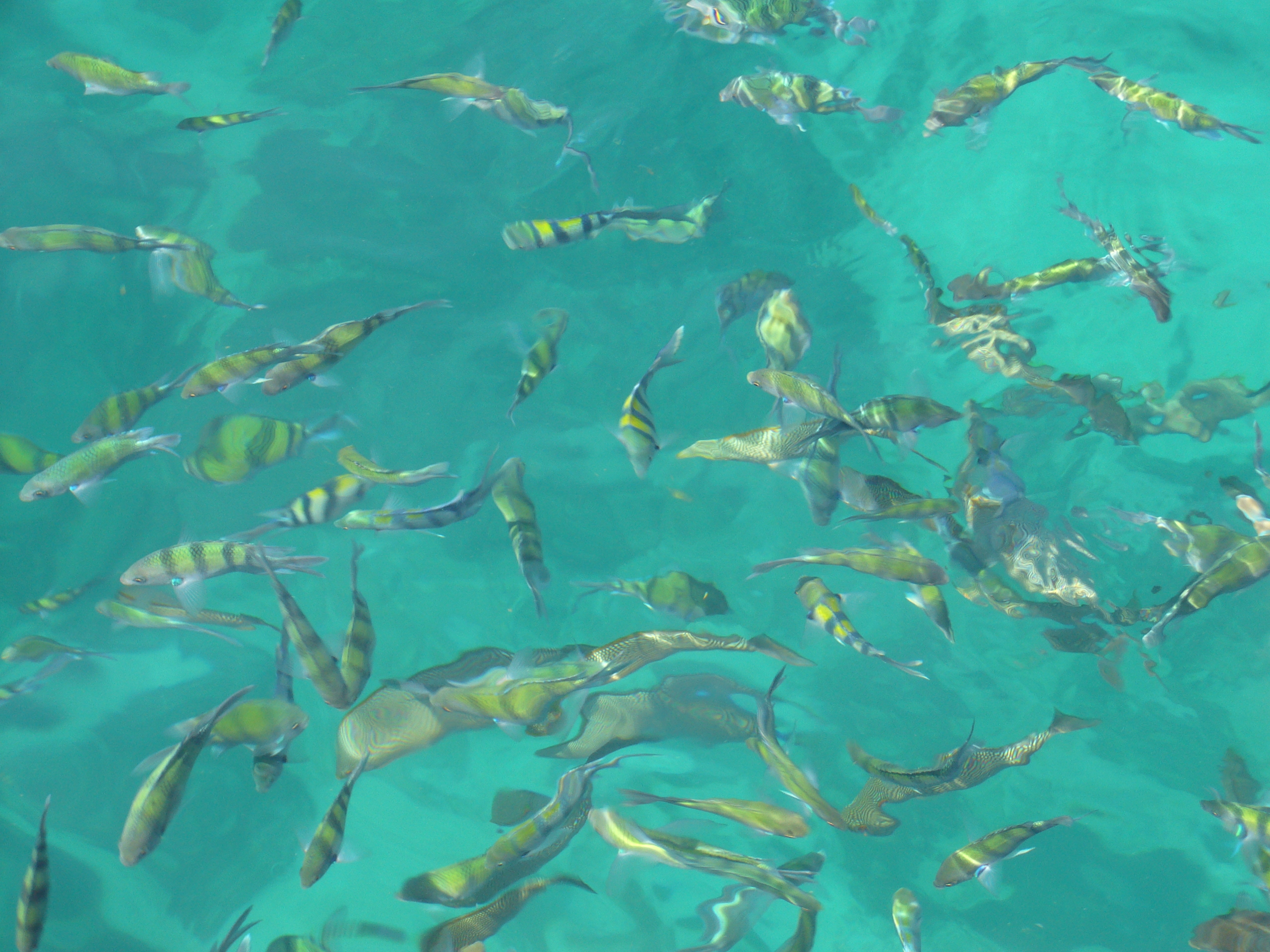
Poissons dans la baie de Maya en 2006

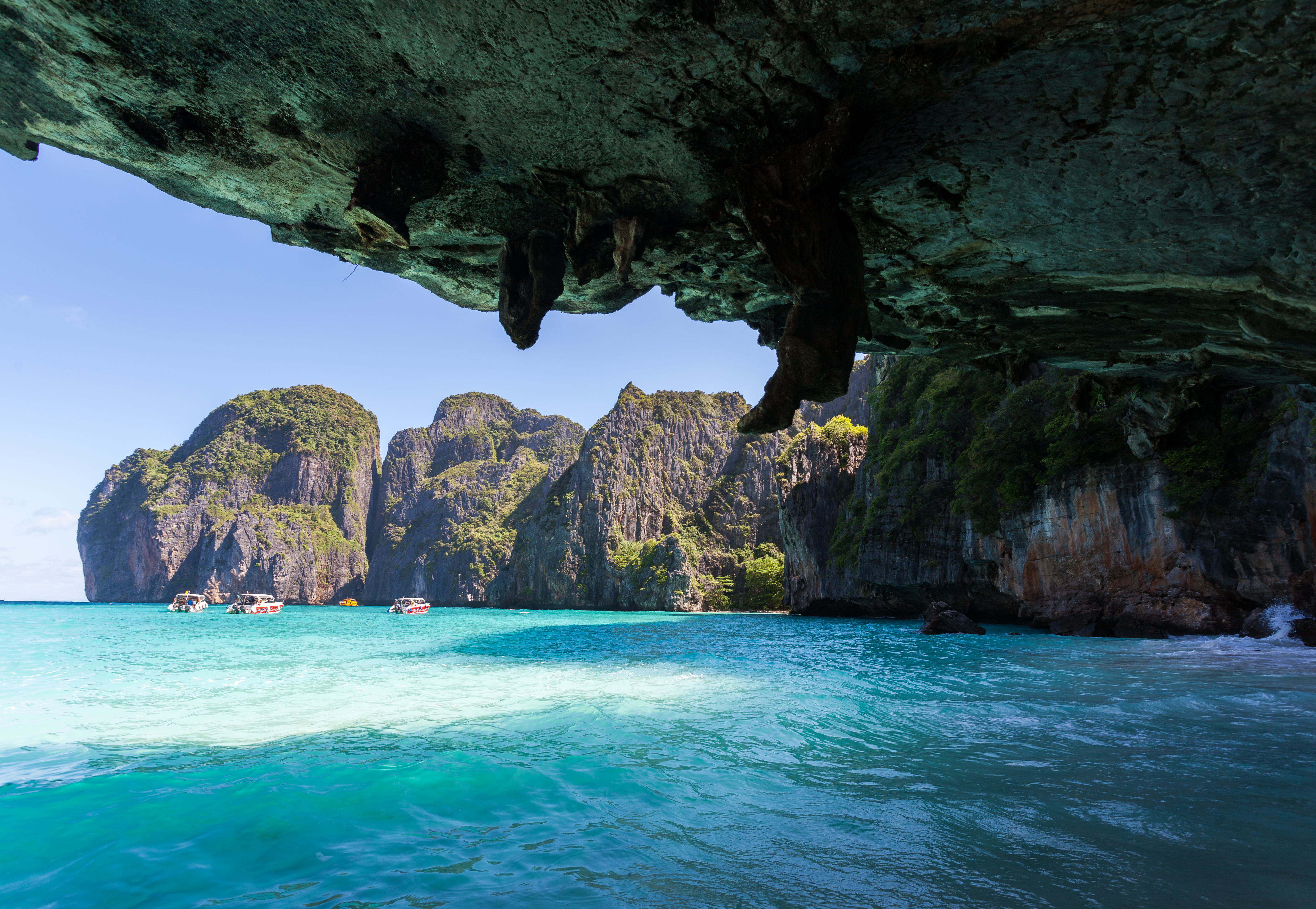
Maya Bay.
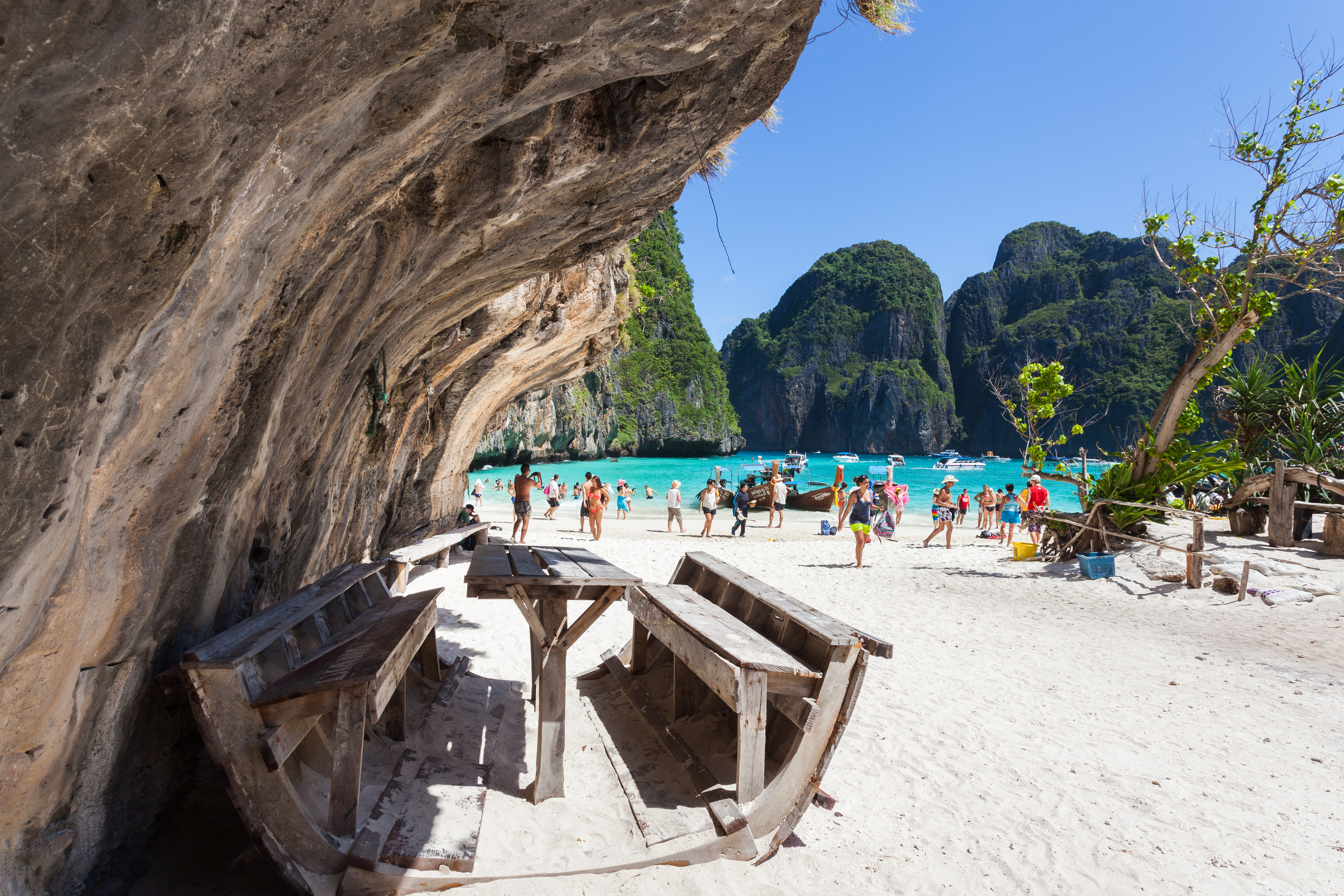
Touristes sur Maya.
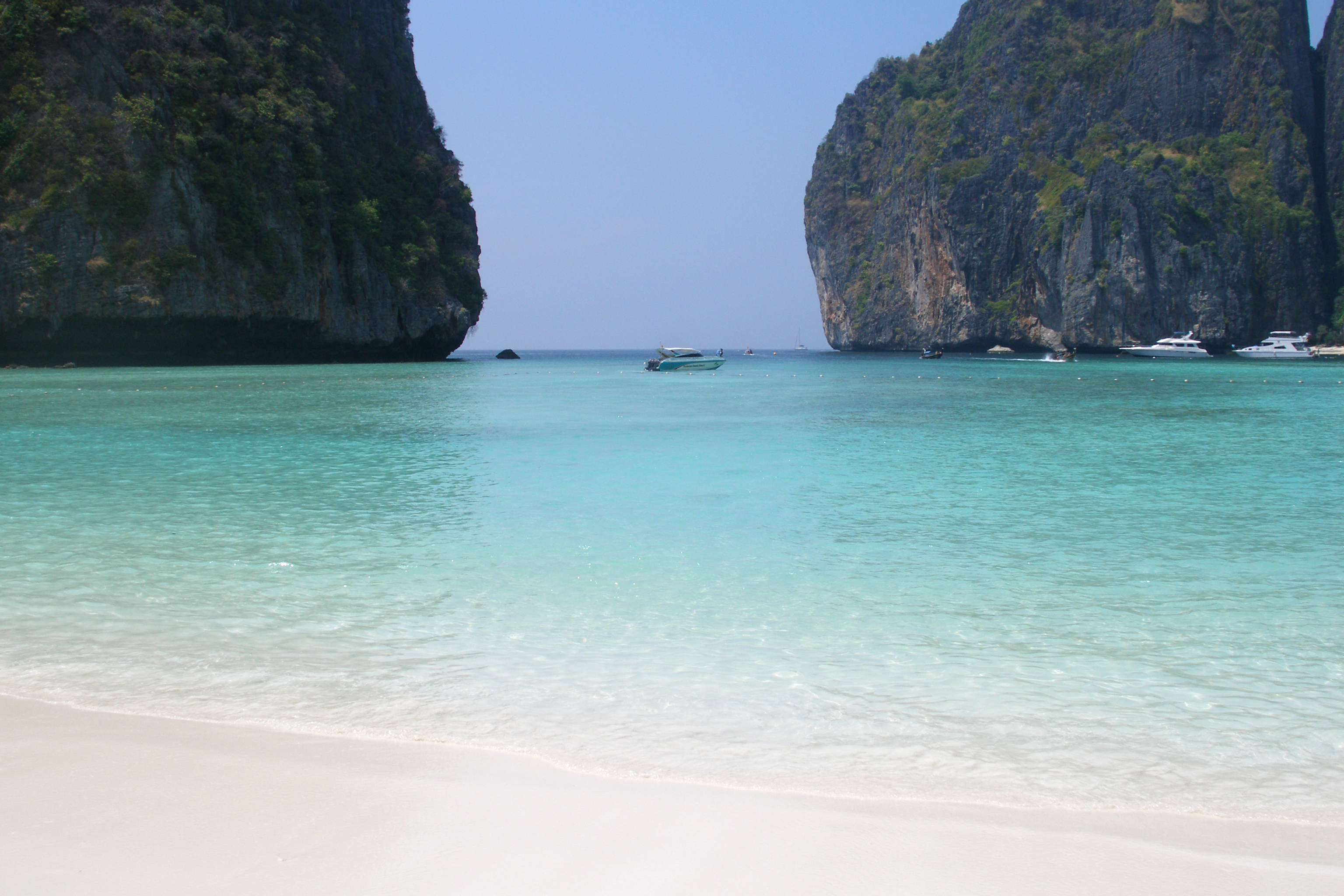
Plage de Maya Bay.